# Eleição presidencial nos Estados Unidos em 1840
A eleição presidencial dos Estados Unidos de 1840 foi a décima-quarta no país. Nesta consulta assistiu-se à luta de Martin Van Buren pela sua reeleição numa situação de depressão económica, e um partido Whig unificado pela primeira vez pelo herói de guerra William Henry Harrison. Sob o lema "Tippecanoe and Tyler, too", os whigs derrotaram facilmente Van Buren. 
Estas eleições foram as únicas onde os eleitores votavam em quatro homens que exerceram antes ou depois o cargo de presidentes dos Estados Unidos: o presidente em exercício, Martin Van Buren; o presidente eleito, William Henry Harrison; o vice-presidente eleito, John Tyler, que sucederia a Harrison quando este faleceu; e James K. Polk, que recebeu um voto eleitoral na sua luta pela vice-presidência.
Devido a baixa popularidade do vice-presidente Richard Mentor Johnson o Partido Democrata não indicou nenhum candidato à vice-presidente

## Processo eleitoral
A partir de 1832, os candidatos para presidente e vice começaram a ser escolhidos através das Convenções. Os delegados partidários, escolhidos por cada estado para representá-los, escolhem quem será lançado candidato pelo partido. Os eleitores gerais elegem outros "eleitores" que formam o Colégio Eleitoral. A quantidade de "eleitores" por estado varia de acordo com a quantidade populacional do estado. Em quase todos os estados, o vencedor do voto popular leva todos os votos do Colégio Eleitoral.

## Convenções

### Convenção Nacional doPartido Anti-Maçônicode 1838
Durante o período de Van Buren na presidência, o Partido Anti-Maçônico continuou a desintegrar-se com seus líderes mudando-se um por um para o Partido Whig. Os líderes do Anti-Maçônico convocaram uma conferência em Washington DC, em 1837, onde eles concordaram em manter o partido.
Quando a terceira convenção nacional foi realizada em 1838, os jornais defenderam uma candidatura de Harrison. Naquela época, os líderes do Whig eram em sua maioria dividida entre Henry Clay e Daniel Webster como o candidato Whig de 1840. Muitos Whigs apoiaram Harrison e viu-se na convenção Anti-Maçônica como uma forma de introduzir o seu nome de volta na disputa.
| Voto presidencial      |     | Voto vice-presidencial |     |
| William Henry Harrison | 119 | Daniel Webster         | 119 |
| ---------------------- | --- | ---------------------- | --- |

Na Convenção do Partido Whig escolhem William Henry Harrison como candidato. O Partido Anti-Maçônico não lança outro candidato e acaba desaparecendo.

### Convenção Nacional doPartido Liberdadede 1840
Em 15 de novembro de 1839, o Partido Independência Anti-Escravidão nomeou James G. Birney para presidente e J. Francis LeMoyne para vice-presidente em Varsóvia (Nova Iorque). Os dois recusaram a candidatura, Birney estava disposto a correr, mas queria uma organização por trás dele. LeMoyne tinha medo de que uma corrida à vice-presidência poderia prejudicar os projetos anti-escravidão que ele estava envolvido.
A primeira Convenção Nacional do Partido Liberdade foi realizada em Albany (Nova Iorque), nos dias 1 e 2 de abril de 1840. Havia 121 delegados presentes a partir de seis estados. A convenção nomeou o ex-proprietário de escravos James G. Birney para o presidente e o advogado Thomas Earle vice-presidente.

### Convenção Nacional doPartido Whigde 1839

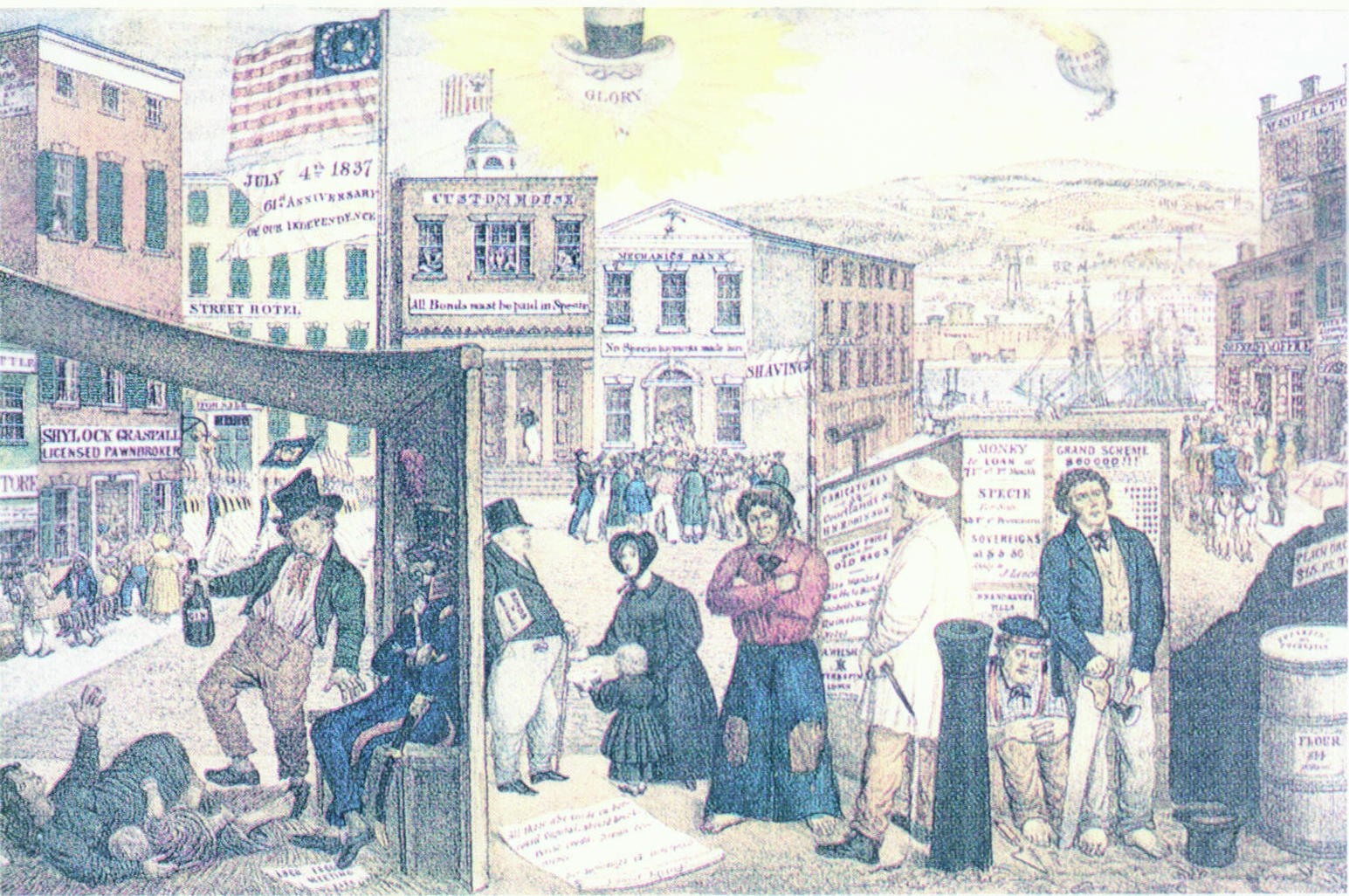
Caricatura sobre as consequências do pânico de 1837.

Os Whigs realizaram a convenção em Harrisburg (Pensilvânia) entre 4 e 7 de dezembro de 1839, quase um ano antes da eleição. Os três principais candidatos foram William Henry Harrison, Winfield Scott e Henry Clay.
| Voto presidencial   | 1ª  | 2ª  | 3ª | 4ª | 5ª  | Voto vice-presidencial | 1ª  |
| William H. Harrison | 94  | 94  | 91 | 91 | 148 | John Tyler             | 231 |
| Henry Clay          | 103 | 103 | 95 | 95 | 90  | Abstenção              | 23  |
| Winfield Scott      | 57  | 57  | 68 | 68 | 16  |                        |     |
| ------------------- | --- | --- | -- | -- | --- | ---------------------- | --- |

### Convenção Nacional doPartido Democratade 1840
A terceira Convenção Nacional Democrata foi realizada em Baltimore (Maryland) entre 5 e 7 de maio de 1840. O presidente Martin Van Buren foi lançado para reeleição.

## Campanha
Como consequência do pânico de 1837 (crise financeira), Van Buren era agora impopular, e Harrison, depois da estratégia de Andrew Jackson, agiu como herói de guerra e homem próximo do povo enquanto apresentava Van Buren como um snob rico que vivia rodeado de luxos a expensas dos cofres públicos. Harrison, assim, venceu as eleições. Embora a margem do voto popular tenha sido apenas de 6 pontos, a vitória eleitoral de Harrison foi contundente, tanto no norte, como no oeste e no sul.Na música de campanha, o presidente Martin Van Buren é ridicularizado sendo chamado de " little Van ", " homem esgotado "  e os apoiadores do presidente  sendo chamados de " vanjacks "

## Resultados
| Candidato presidencial                                           | Partido                                                          | Estado de origem                                                 | Voto popular(a)                                                  | Voto popular(a)                                                  | Colégio Eleitoral | Colégio Eleitoral | Running mate                | Running mate      | Running mate      |
| Candidato presidencial                                           | Partido                                                          | Estado de origem                                                 | Votos                                                            | %                                                                | Votos             | %                 | Candidato vice-presidencial | Estado de origem  | Colégio Eleitoral |
| ---------------------------------------------------------------- | ---------------------------------------------------------------- | ---------------------------------------------------------------- | ---------------------------------------------------------------- | ---------------------------------------------------------------- | ----------------- | ----------------- | --------------------------- | ----------------- | ----------------- |
| William Henry Harrison                                           | Partido Whig                                                     | Virgínia                                                         | 1,275,390                                                        | 52,88%                                                           | 234               | 79,6%             | John Tyler                  | Virgínia          | 234               |
| Martin Van Buren                                                 | Partido Democrata                                                | Nova Iorque                                                      | 1,128,854                                                        | 46,81%                                                           | 60                | 20,4%             | Richard Mentor Johnson      | Kentucky          | 48                |
| Martin Van Buren                                                 | Partido Democrata                                                | Nova Iorque                                                      | 1,128,854                                                        | 46,81%                                                           | 60                | 20,4%             | Littleton Waller Tazewell   | Virgínia          | 11                |
| Martin Van Buren                                                 | Partido Democrata                                                | Nova Iorque                                                      | 1,128,854                                                        | 46,81%                                                           | 60                | 20,4%             | James K. Polk               | Carolina do Norte | 1                 |
| James G. Birney                                                  | Partido Liberdade                                                | Kentucky                                                         | 6,797                                                            | 0,28%                                                            | 0                 | 0%                | Thomas Earle                | Massachusetts     | 0                 |
| Outros                                                           | Outros                                                           | Outros                                                           | 767                                                              | 0,03%                                                            | 0                 | 0%                | Outros                      | Outros            | 0                 |
| Total                                                            | Total                                                            | Total                                                            | 2,411,808                                                        | 100%                                                             | 294               | 100%              |                             |                   | 294               |
| Votos minímos do Colégio Eleitoral de que se precisa para vencer | Votos minímos do Colégio Eleitoral de que se precisa para vencer | Votos minímos do Colégio Eleitoral de que se precisa para vencer | Votos minímos do Colégio Eleitoral de que se precisa para vencer | Votos minímos do Colégio Eleitoral de que se precisa para vencer | 148               |                   |                             |                   | 148               |

Fonte  - Voto popular: Colégio Eleitoral:
(a) Os valores do voto popular excluem Carolina do Sul, onde os eleitores foram escolhidos pela Assembleia Legislativa e não pelo voto popular.

## Seleção dos "eleitores" do Colégio Eleitoral
| Método de escolha dos "eleitores" do Colégio Eleitoral       | Estado (s)               |
| ------------------------------------------------------------ | ------------------------ |
| Cada "eleitor" é nomeado pelo legislativo estadual.          | Carolina do Sul.         |
| Cada "eleitor" é escolhido pelos eleitores em todo o estado. | Todos os outros Estados. |